# Emil Roback
Emil Roback (3 mei 2003) is een Zweeds voetballer die sinds 2020 uitkomt voor AC Milan. Roback is een aanvaller.

## Carrière
Roback genoot zijn jeugdopleiding bij IFK Norrköping, IK Sleipner, Västerhaninge IF en Hammarby IF. Bij die laatste club maakte hij op 25 juni 2020 zijn debuut in het eerste elftal in de bekerwedstrijd tegen IFK Göteborg, waarin hij in de 74e minuut inviel voor Imad Khalili. Eerder had de club hem in het seizoen 2020 uitgeleend aan de Zweedse derdeklasser IK Frej.
In augustus 2020 maakte Roback voor anderhalf miljoen euro de overstap naar AC Milan. Ook FC Groningen had serieuze interesse in de toen zeventienjarige aanvaller. Later dat jaar werd hij door de Britse krant The Guardian opgenomen in de lijst van de 60 grootste voetbaltalenten geboren in het jaar 2003.

## Clubstatistieken
| Seizoen         | Club            | Land            | Competitie      | Competitie | Competitie | Beker | Beker | Supercup | Supercup | Europees | Europees | Totaal | Totaal |
| Seizoen         | Club            | Land            | Competitie      | Wed.       | Dlp.       | Wed.  | Dlp.  | Wed.     | Dlp.     | Wed.     | Dlp.     | Wed.   | Dlp.   |
| --------------- | --------------- | --------------- | --------------- | ---------- | ---------- | ----- | ----- | -------- | -------- | -------- | -------- | ------ | ------ |
| 2020            | Hammarby IF     | Vlag van Zweden | Allsvenskan     | 0          | 0          | 1     | 0     | —        | —        | 0        | 0        | 1      | 0      |
| 2020            | → IK Frej       | Vlag van Zweden | Ettan           | 8          | 0          | 0     | 0     | —        | —        | —        | —        | 8      | 0      |
| 2020/21         | AC Milan        | Vlag van Italië | Serie A         | 0          | 0          | 0     | 0     | —        | —        | 0        | 0        | 0      | 0      |
| Carrière totaal | Carrière totaal | Carrière totaal | Carrière totaal | 8          | 0          | 1     | 0     | 0        | 0        | 0        | 0        | 9      | 0      |

Bijgewerkt op 8 oktober 2020.